# Erinnyis
Erinnyis Hübner, 1819 è un genere di lepidotteri appartenente alla famiglia Sphingidae, diffuso in America Settentrionale, Centrale e Meridionale.

## Descrizione

### Adulto
Nel capo, i palpi labiali si proiettano leggermente al di là della fronte; il processo formante la gena è triangolare e lungo, mentre il pilifer ha una lunghezza ancora maggiore, sebbene di poco.

Nelle zampe, i tarsi mediani presentano un pettine rudimentale; gli speroni delle tibie posteriori sono sviluppati, ma di lunghezze diverse.

In generale la pagina superiore dell'ala anteriore è di colore scuro, con una macchia chiara a livello della giunzione toracica, e spesso una seconda macchia chiara allungata a metà del margine posteriore; sempre nell'ala anteriore, il termen è più o meno dentato. L'ala posteriore appare di regola gialla o arancione nella parte prossimale, e più scura sul margine esterno.

Le antenne hanno di norma una lunghezza pari a circa metà del margine costale, e sono uncinate alle estremità. Il torace è scuro, grigio o rosso brunastro; l'addome è scuro, con bande trasversali chiare, più o meno marcate a seconda della specie.

### Larva
Il bruco è verdastro, cilindrico, leggermente appiattito, con geometrie bianche o rossastre, in qualche modo simili a Pseudosphinx e Isognathus. È presente il cornetto caudale sull'ottavo urotergite.

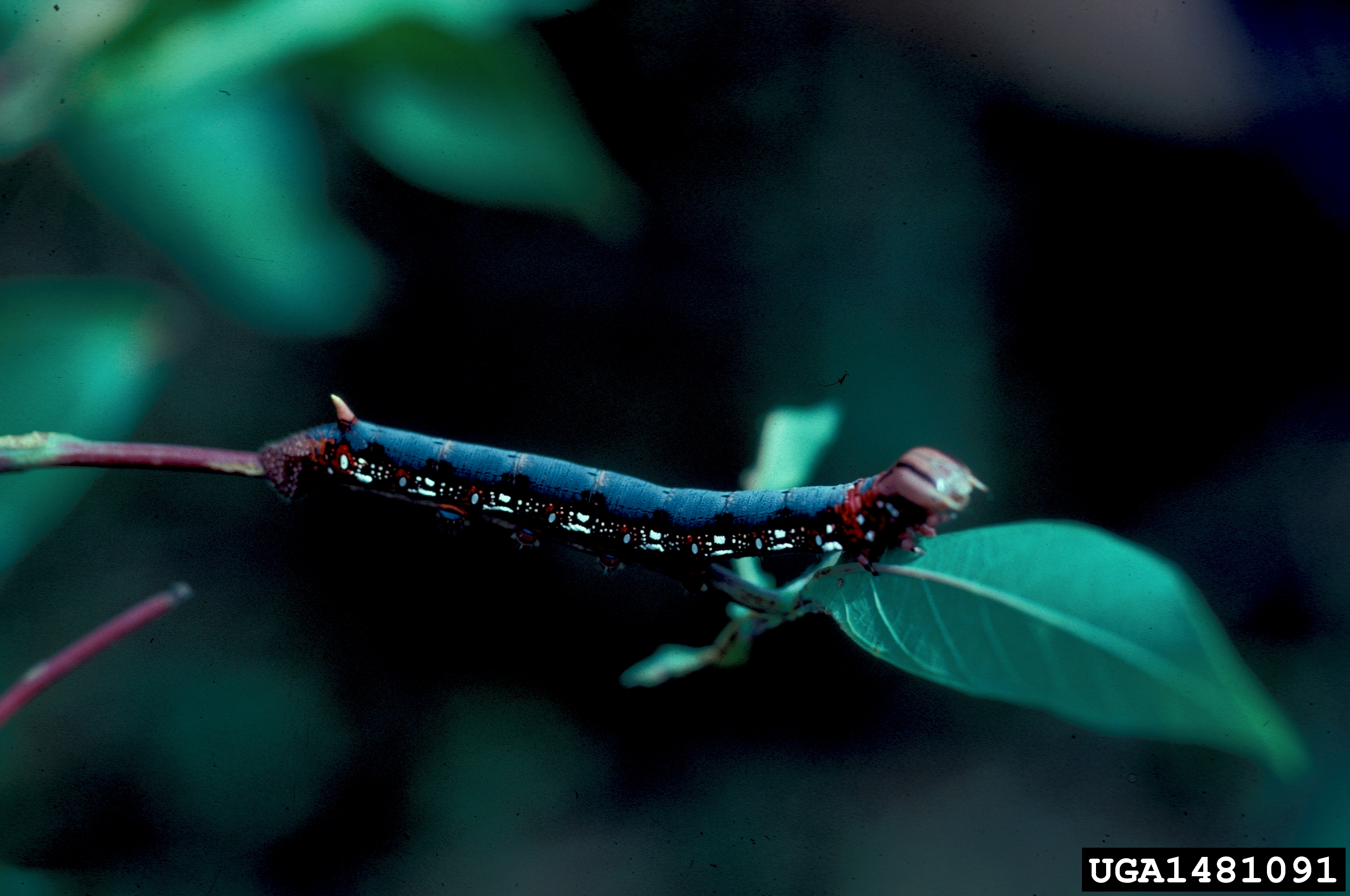
Larva di Erinnyis ello

### Pupa
Le crisalidi appaiono nere, lucide, con macchie di colore arancione spento. Il cremaster non è molto sviluppato; si rinvengono entro bozzoli posti a scarsa profondità nella lettiera del sottobosco.

## Biologia
Durante l'accoppiamento, le femmine richiamano i maschi grazie ad un feromone rilasciato da una ghiandola, posta all'estremità addominale.

### Periodo di volo
Nelle zone tropicali dell'areale, gli adulti sono rinvenibili durante tutto l'anno, mentre a latitudini più temperate, le specie sono bi- o trivoltine.

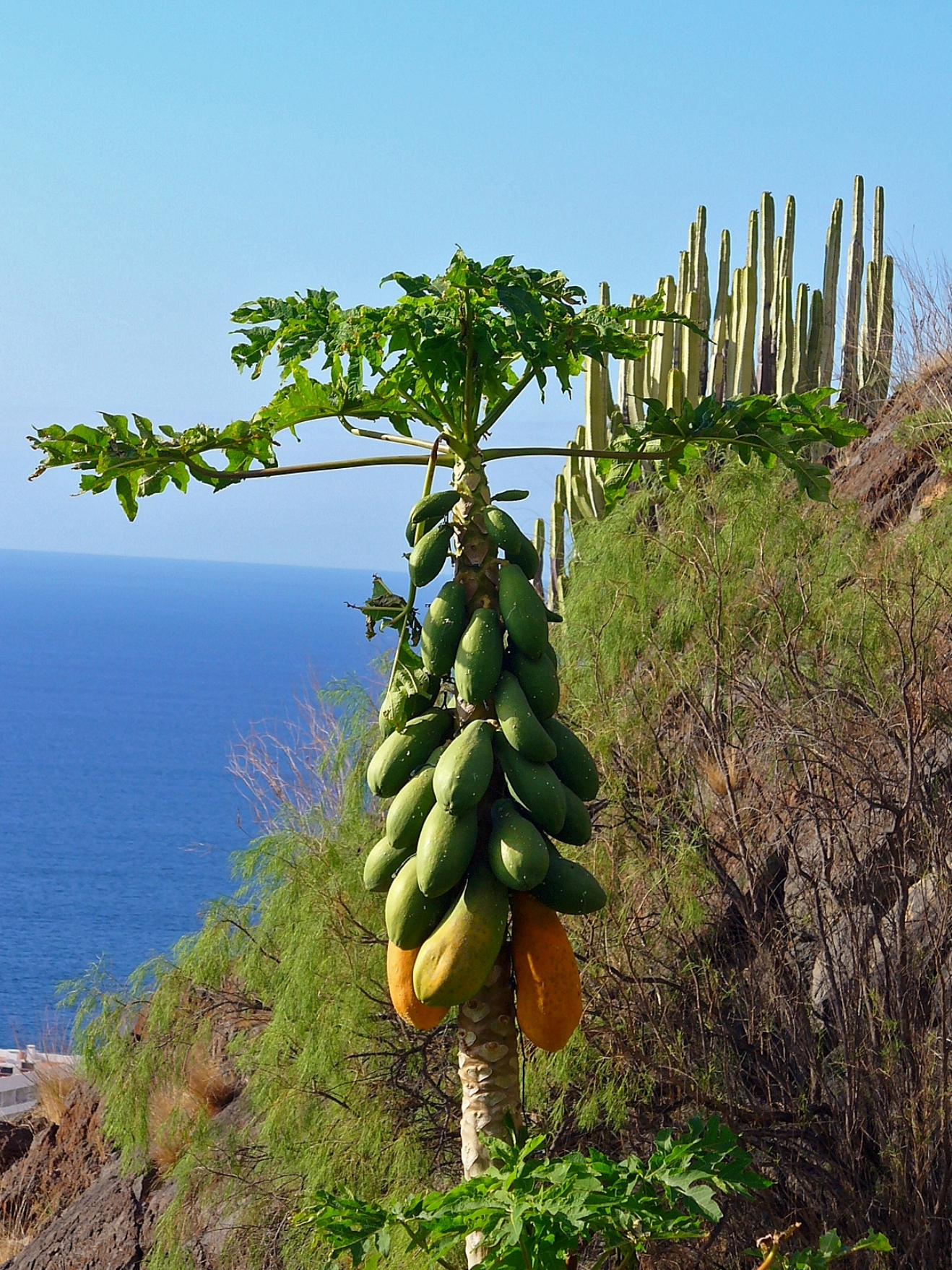
Carica papaya

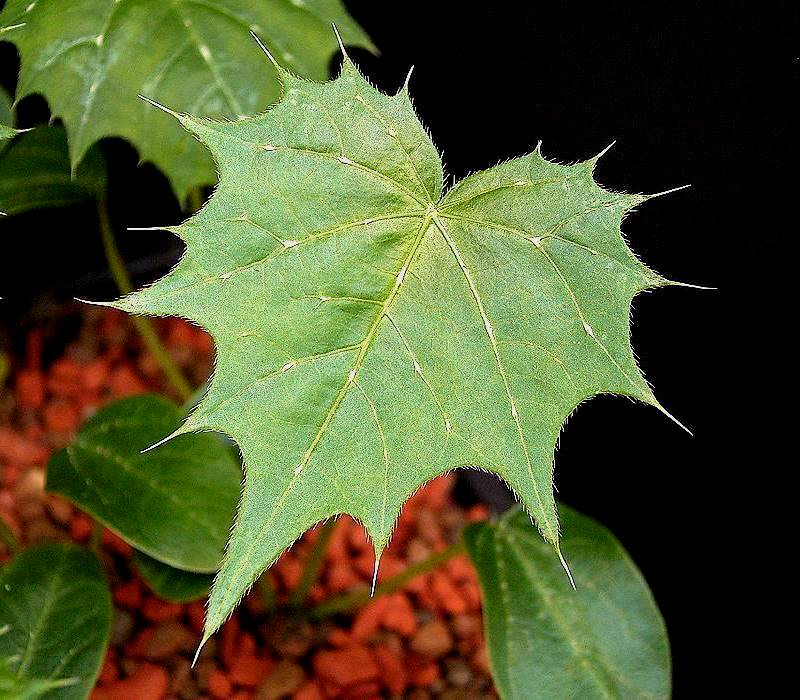
Cnidoscolus angustidens

L'ecozona neotropicale

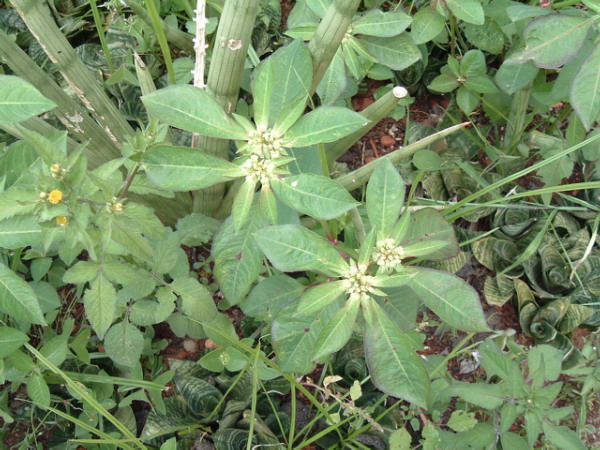
Euphorbia heterophylla

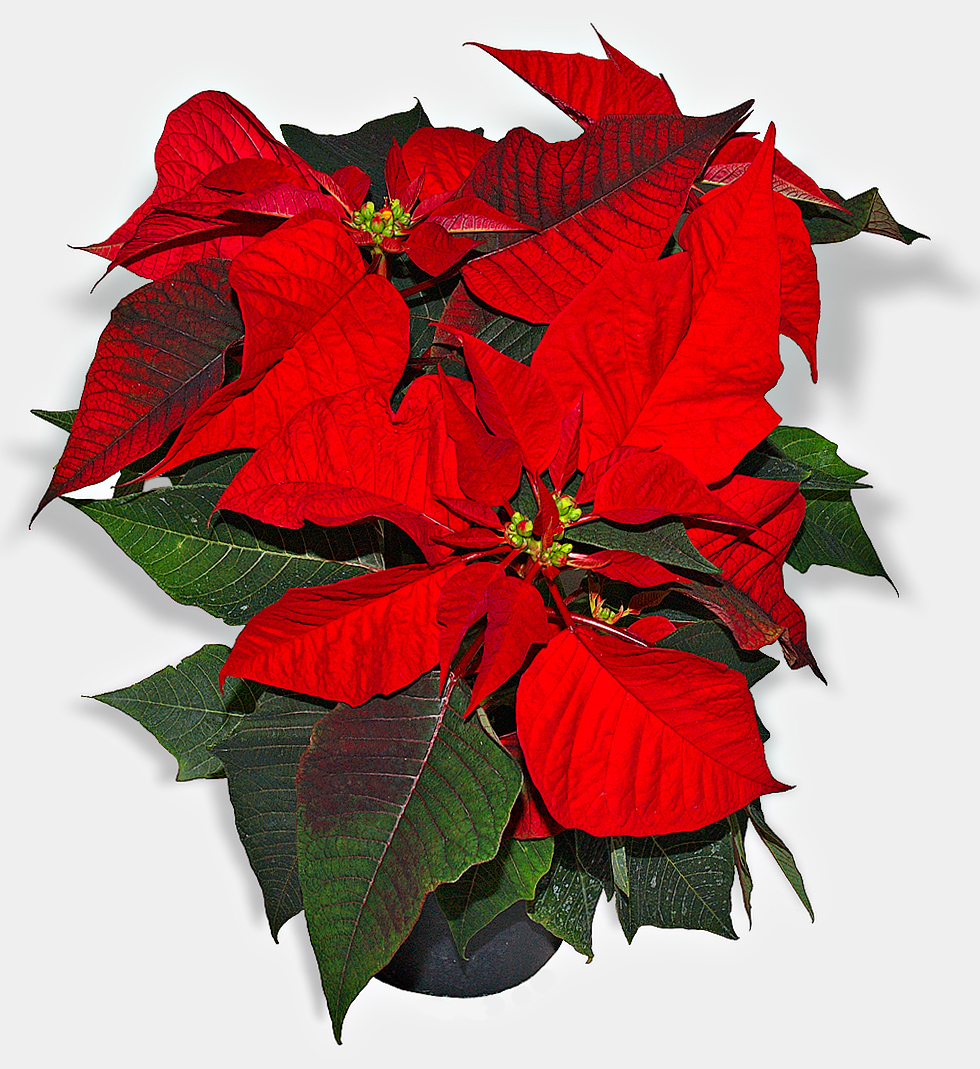
Euphorbia pulcherrima, la Poinsettia o Stella di Natale

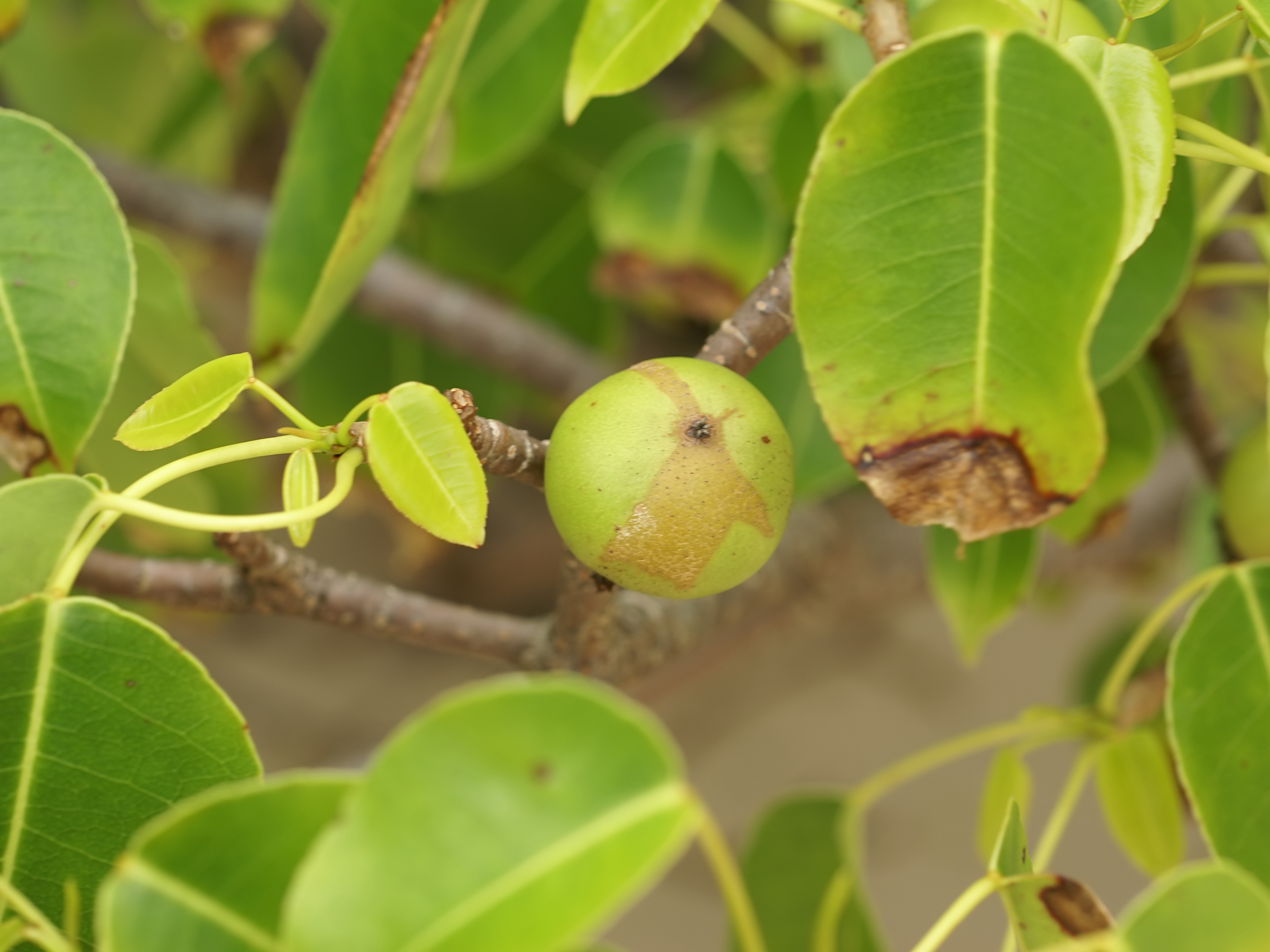
Frutto e foglie di Hippomane mancinella

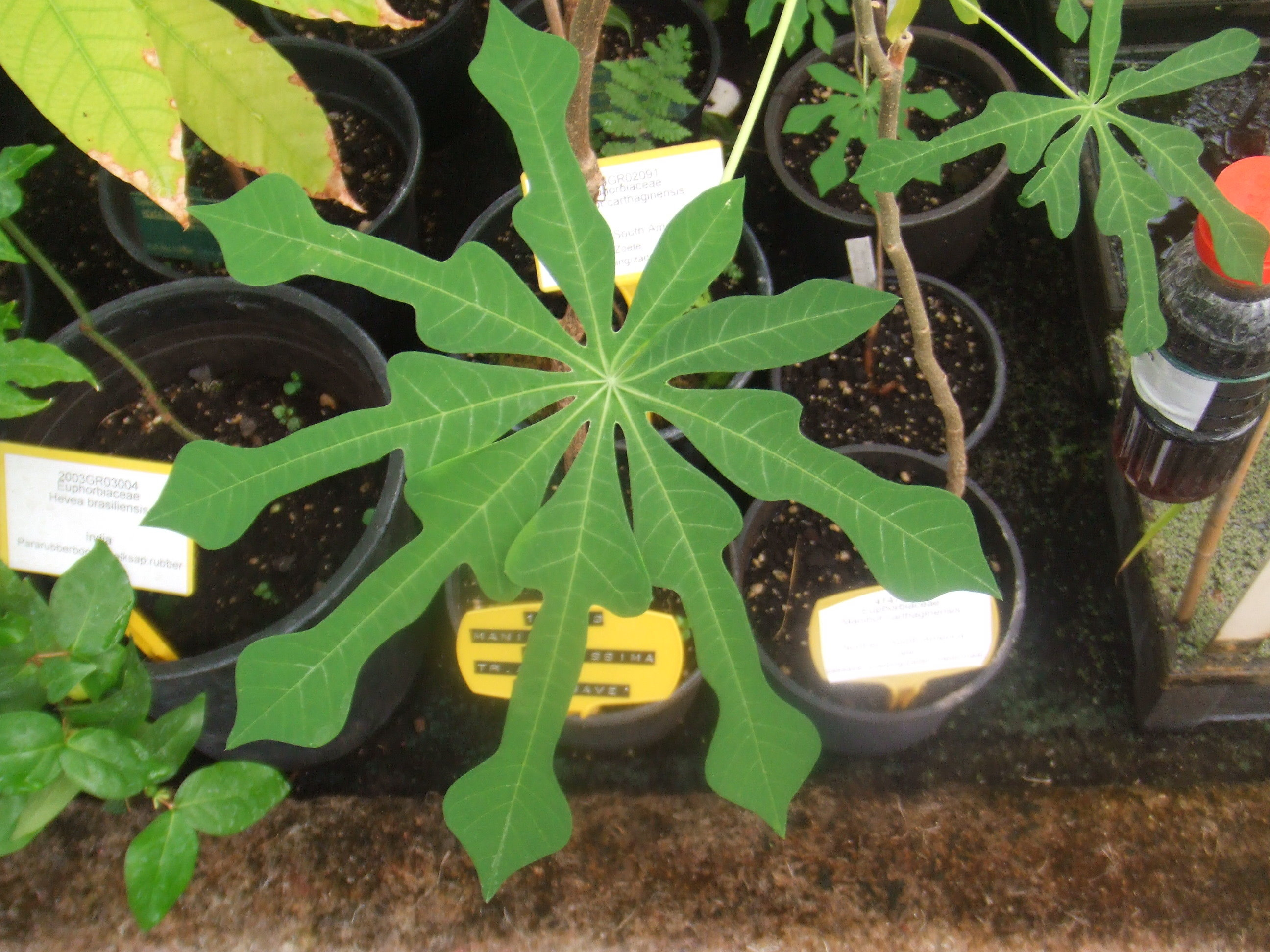
Manihot esculenta

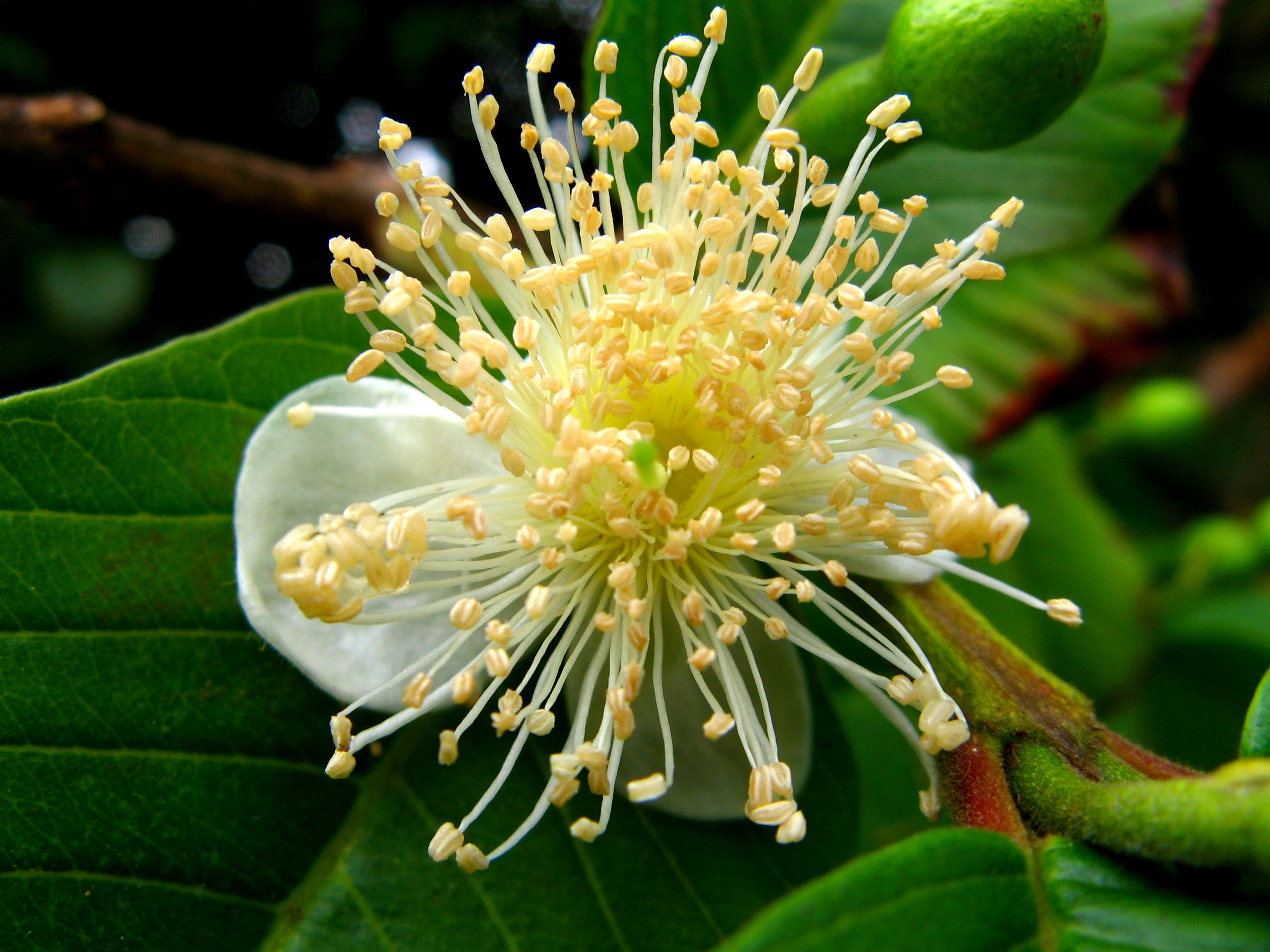
Infiorescenza di Psidium guajava

### Alimentazione
Gli adulti suggono il nettare di fiori di varie specie, tra cui Saponaria officinalis L. (Saponaria, Caryophyllaceae) e Asystasia gangetica (L.) T.Anderson (Acanthaceae).
I bruchi attaccano le foglie di membri di diverse famiglie, tra cui:
- Allamanda spp. L. (Apocynaceae)
- Blepharodon mucronatum (Schltdl.) Decne. (Apocynaceae)
- Carica papaya L. (Papaia o Papaya) (Caricaceae)
- Cnidoscolus angustidens Torr. (Euphorbiaceae)
- Cynanchum palustre (Pursh) A. Heller (Apocynaceae)
- Cynanchum racemosum (Jacq.) Jacq. (Talayote) (Apocynaceae)
- Dipholis salicifolia (L.) A.DC. (Sapotaceae)
- Euphorbia heterophylla L. (Euphorbiaceae)
- Euphorbia pulcherrima Willd. ex Klotzsch (Poinsettia o Stella di Natale) (Euphorbiaceae)
- Euphorbia viminea Hook.f. (Euphorbiaceae)
- Forsteronia spicata (Jacq.) G. Mey. (Apocynaceae)
- Hippomane mancinella L. (Euphorbiaceae)
- Jatropha spp. L. (Euphorbiaceae)
- Macroscepis obovata Kunth (Apocynaceae)
- Manihot esculenta Crantz (Cassava o Manioca) (Euphorbiaceae)
- Manilkara bahamensis (Baker) H. J. Lam & A. Meeuse (Sapotaceae)
- Morrenia odorata (Hook. & Arn.) Lindl. (Apocynaceae)
- Philibertia heterophylla spp. (Engelm. ex Torr.) Jeps. (Apocynaceae)
- Philibertia viminalis (Sw.) A. Gray (Apocynaceae)
- Psidium guajava L. (Guava) (Myrtaceae)
- Rauvolfia ligustrina Willd. ex Roem. & Schult (Apocynaceae)
- Rauvolfia tetraphylla L. (Apocynaceae)
- Sarcostemma angustissimum (Andersson) R.W. Holm (Apocynaceae)
- Sideroxylon celastrinum (Kunth) T.D.Penn (Sapotaceae)
- Stemmadenia obovata (Hook. & Arn.) K.Schum (Apocynaceae)

## Distribuzione e habitat
L'areale di questo genere è prevalentemente di tipo neotropicale, comprendendo Argentina, Belize, Bolivia, Brasile, Colombia, Costa Rica, Cuba, Dominica, Ecuador, Galápagos, Giamaica, Guatemala, Guiana Francese, Guyana, Haiti, Honduras, Messico, Nicaragua, Panama, Paraguay, Perù, Piccole Antille, Repubblica Dominicana, Stati Uniti meridionali, Suriname, Uruguay, Venezuela.
L'habitat è rappresentato da foreste tropicali e sub-tropicali, dal livello del mare fino a medie altitudini.

## Tassonomia

### Specie
Il genere comprende undici specie:
- Erinnyis alope (Drury, 1773) - Illust. Nat. Hist. Exot. Insects 1 : 58, pl. 27, f. 1 - Locus typicus: Giamaica[6]
- Erinnyis crameri (Schaus, 1898) - Ent. News. 9 (6) : 136 - Locus typicus: America Tropicale, Florida[7]
- Erinnyis ello (Linnaeus, 1758) - Syst. Nat. (Edn 10) 1 : 491 - Locus typicus: India (sic!) (specie tipo, Sphinx ello)[8]
- Erinnyis guttularis (Walker, 1856) - List Spec. Lepid. Insects Colln Br. Mus. 8: 227 - Locus typicus: Santo Domingo[9]
- Erinnyis impunctata Rothschild & Jordan, 1903 - Novit. zool.. 9 (suppl.): 365 - Locus typicus: Venezuela, Aroa[10]
- Erinnyis lassauxii (Boisduval, 1859) - Bull. Soc. ent. Fr. (3) 7 : 157 - Locus typicus: Buenos Aires, Argentina[11]
- Erinnyis obscura (Fabricius, 1775) - Syst. Ent.: 538 - Locus typicus: America[12]
- Erinnyis oenotrus (Cramer, 1780) - Uitl. Kapellen 4 (25-26a): pl. 301, f. C, (index) 251 - Locus typicus: Suriname[13]
- Erinnyis pallida Grote, 1865 - Proc. ent. Soc. Philad.. 5: 78 - Locus typicus: Cuba[14]
- Erinnyis stheno (Geyer, 1829) - Samml. exot. Schmett.. 3: pl. [37] - Locus typicus: Piccole Antille, S.ta Crux (?)[15]
- Erinnyis yucatana (Druce, 1888) - Ann. Mag. nat. Hist.. (6) 2: 238 - Locus typicus: Messico, Yucatán[16]

### Sinonimi
Sono stati riportati tre sinonimi:
- Anceryx Walker, 1856 - List Spec. Lepid. Insects Colln Br. Mus. 8: 222 - Specie tipo: Sphinx alope Drury, 1770 (Sinonimo eterotipico)[9]
- Anceryx Lucas, 1857 - in Sagra, Hist. fis. pol. nat. Isla Cuba (2) 7 : 707 - Specie tipo: Sphinx alope Drury, 1770 (Sinonimo eterotipico)[17]
- Dilophonota Burmeister, 1855 - Abh. naturf. Ges. Halle 3: 69 - Specie tipo: Sphinx ello Linnaeus, 1758 (Sinonimo eterotipico)

### Alcune specie

Erinnyis alope
Erinnyis crameri
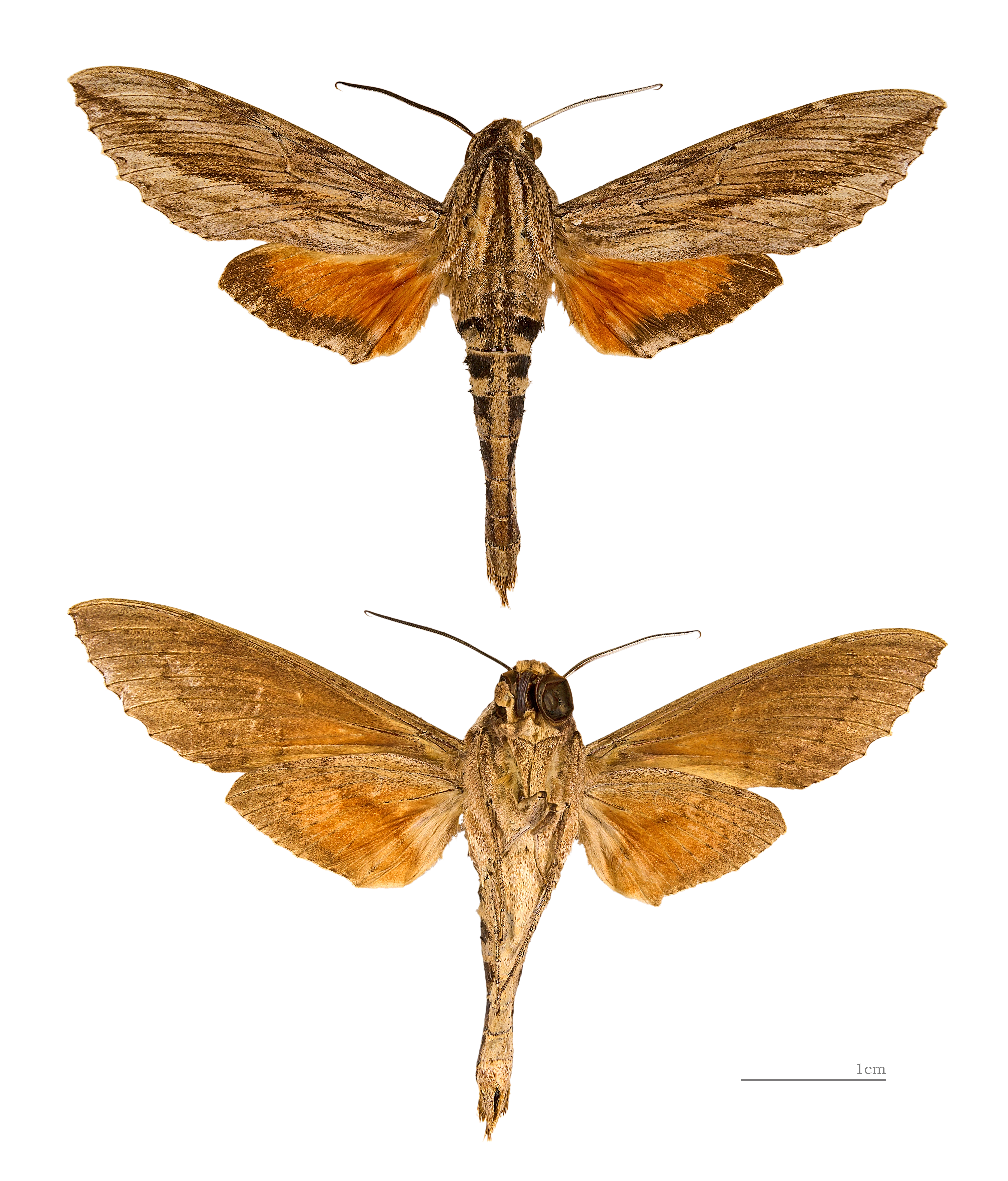
Erinnyis ello
Erinnyis guttularis
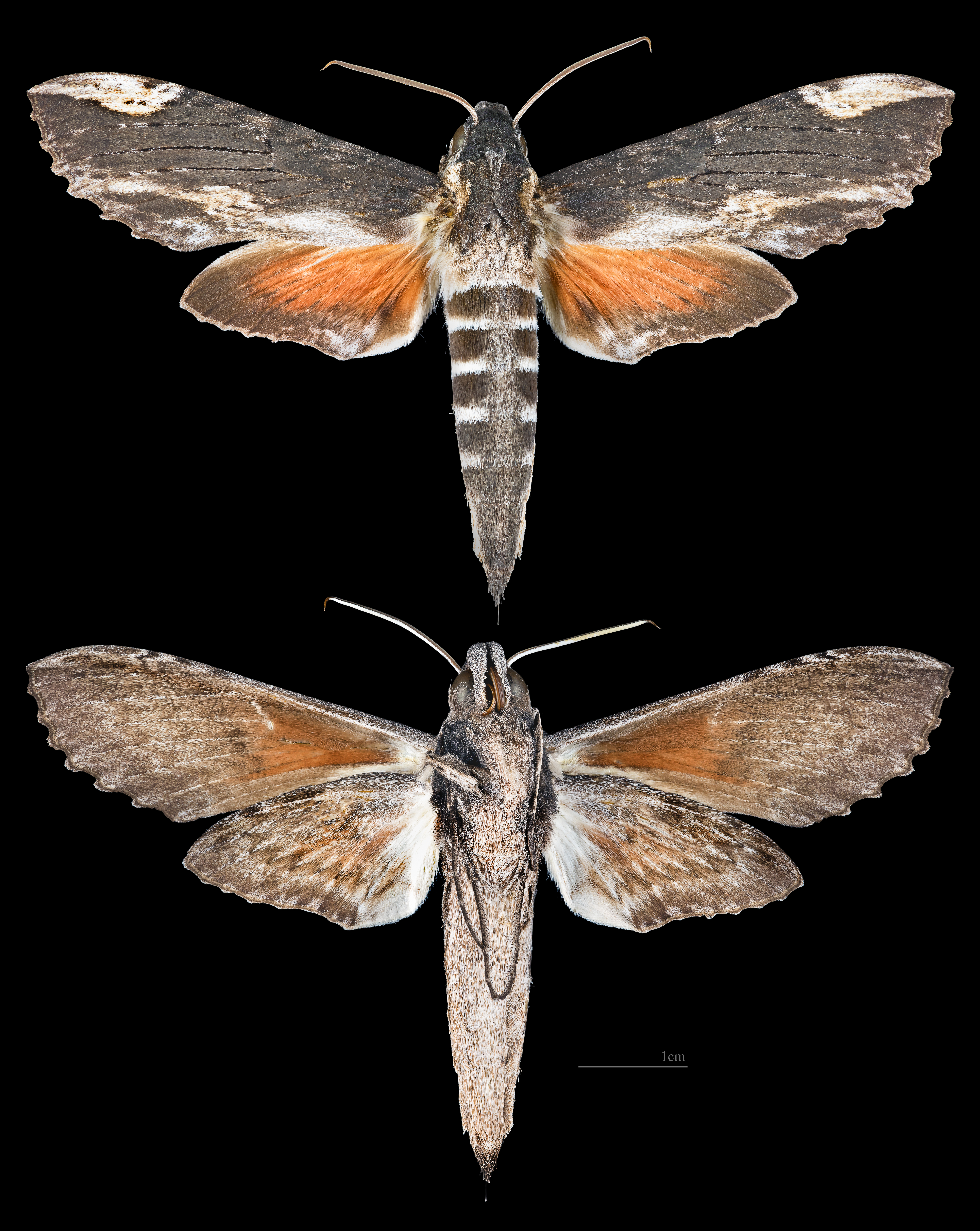
Erinnyis impunctata
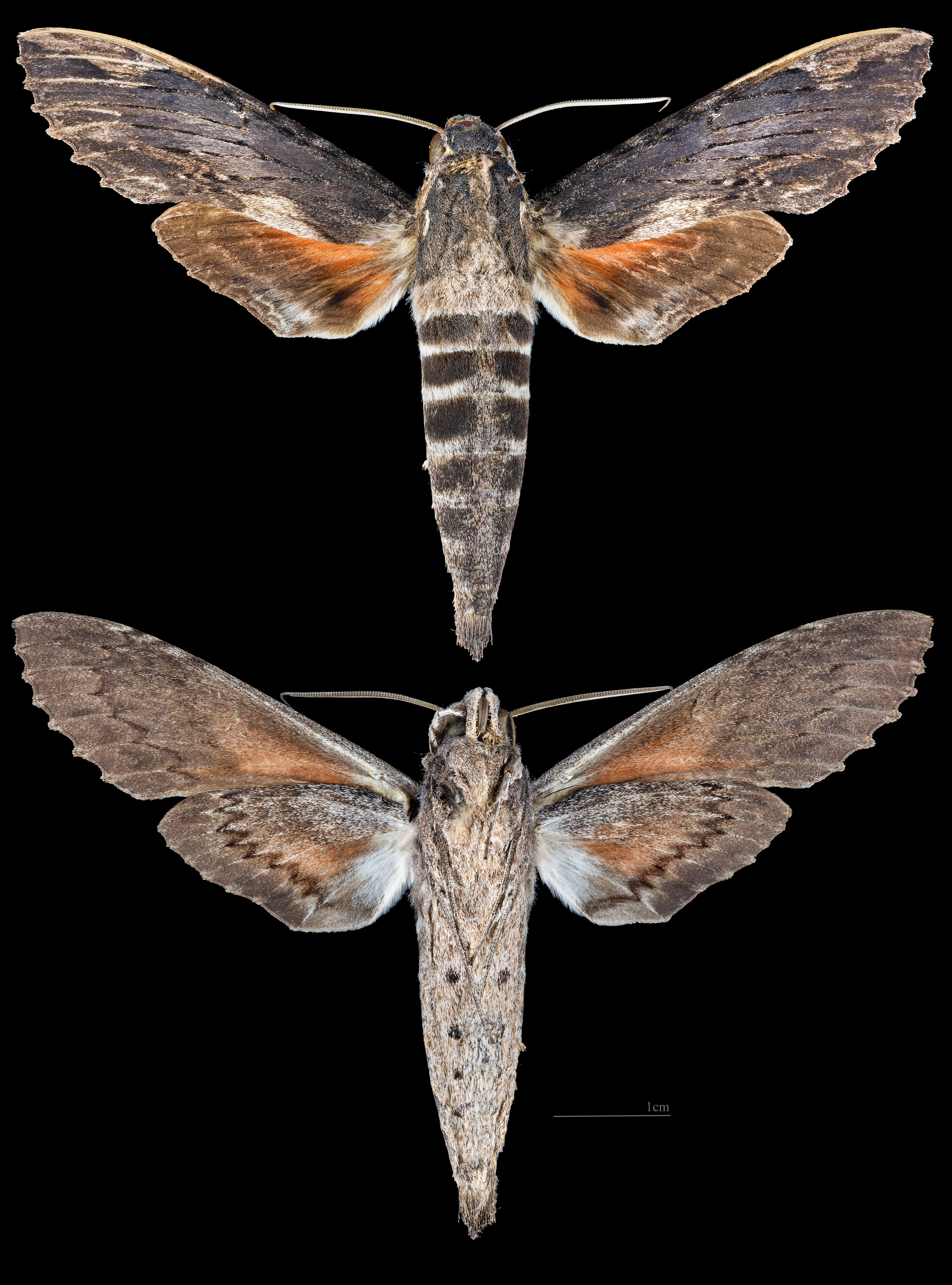
Erinnyis lassauxi
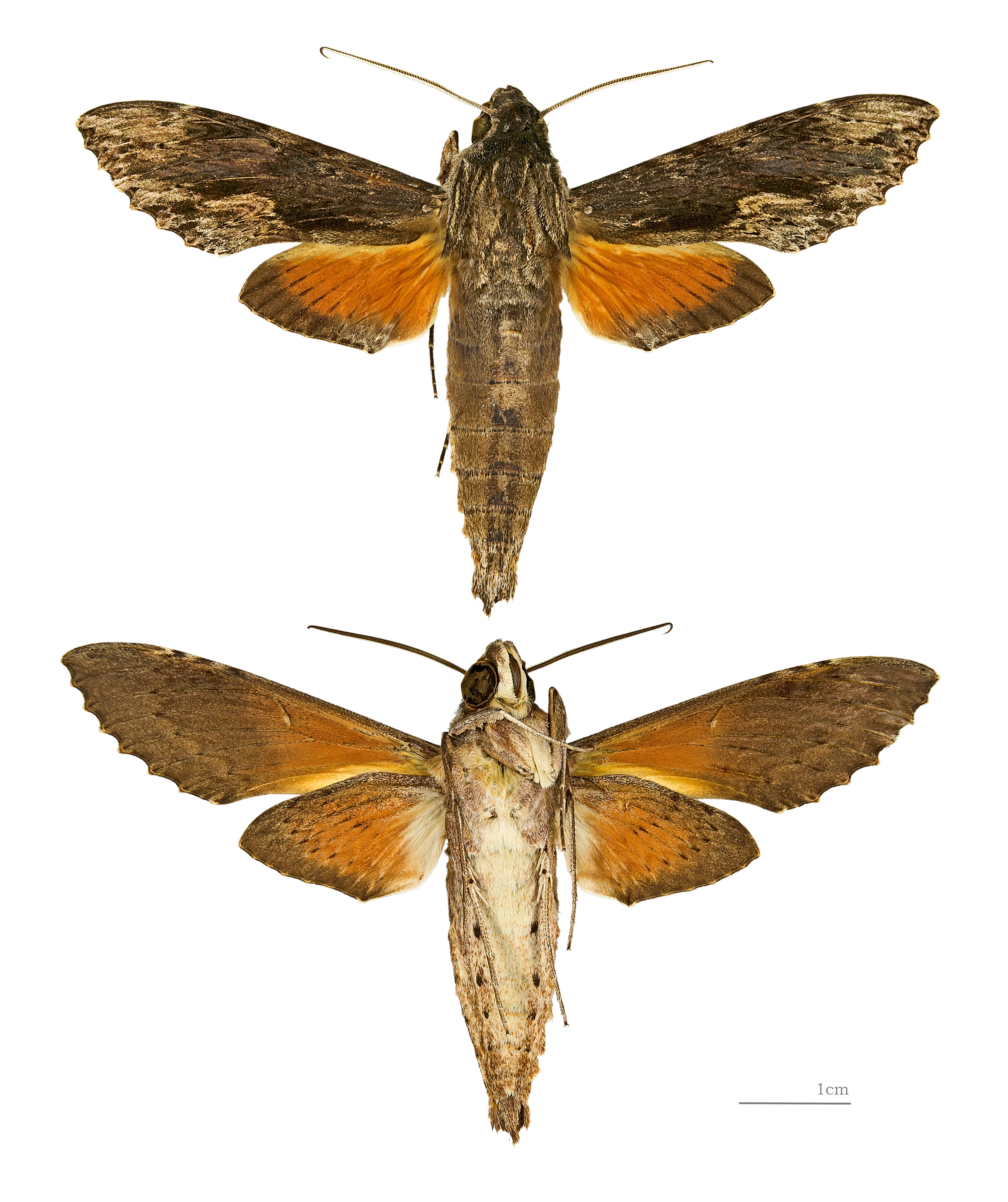
Erinnyis oenotrus
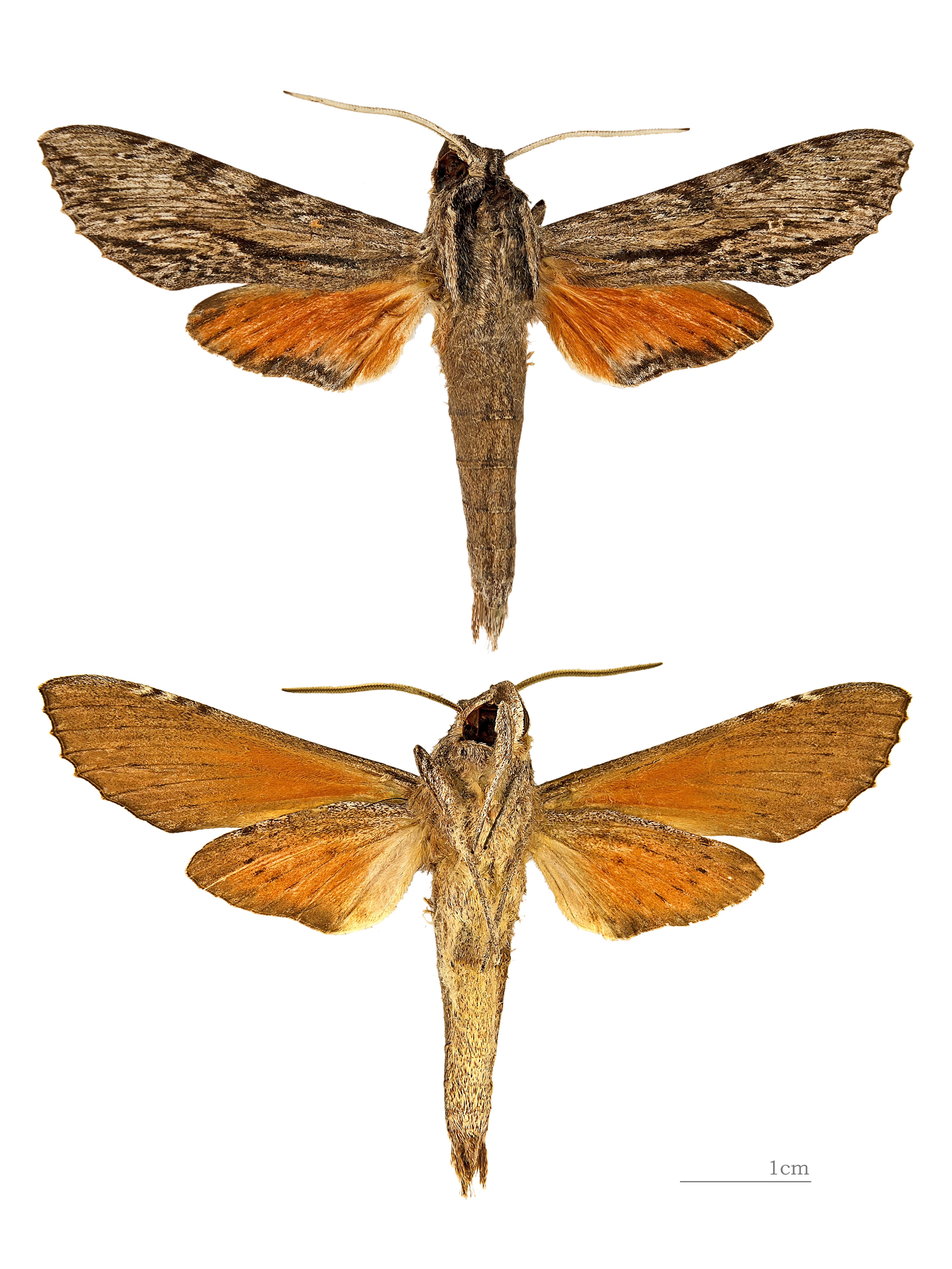
Erinnyis obscura
Erinnyis yucatana